# Skvättsjön
Skvättsjön är en sjö i Norrköpings kommun i Södermanland och ingår i Kilaån-Motala ströms kustområde. Sjön har en area på 0,0516 kvadratkilometer och ligger 88 meter över havet.

## Delavrinningsområde
Skvättsjön ingår i det delavrinningsområde (650449-154140) som SMHI kallar för Rinner mot Mellersta Bråviken. Medelhöjden är 77 meter över havet och ytan är 20,43 kvadratkilometer. Det finns inga avrinningsområden uppströms utan avrinningsområdet är högsta punkten. Avrinningsområdets utflöde mynnar i havet, utan att ha någon enskild mynningsplats. Avrinningsområdet består mestadels av skog (90 procent). Avrinningsområdet har 0,05 kvadratkilometer vattenytor vilket ger det en sjöprocent på 0,3 procent.